# Retaule de Sant Salvador (Balaguer)
El Retaule de Sant Salvador és un antic retaule de Sant Salvador de Balaguer format per disset taules conservades.

## Descripció
Desconeixem quins són els seus orígens, procés d'elaboració, o quina era la seva estructura organitzativa. Del programa iconogràfic del retaule en destaca la profusa representació d'escenes reservats a episodis de la vida de la Mare de Déu, fet que en un principi pot suscitar perplexitat pel fet d'aparèixer en un retaule dedicat a Sant Salvador i que justament presideix el temple d'aquesta advocació. A més de les escenes més comunes, l'adoració dels pastors, l'Adoració dels Reis Mags o la presentació del Nen Jesús al temple, resulten, a proporció, molt copioses les representacions exclusivament Marianes: la Nativitat, l'Anunciació, la Visitació, la Dormició i la Coronació.
La doble dedicació d'un retaule és un fenomen ben normal i són també prou nombrosos i coneguts els casos d'iconografia compartida entre la Mare de Déu i Jesucrist. Però la concreta dedicació del retaule i del temple de Balaguer semblen demanar una explicació suplementària. En aquest sentit en destaca un fet que, sense pretendre ser determinant, podria explicar la incorporació de tants episodis Marians al conjunt dedicar a Sant Salvador. A l'època en què s'emprengué la construcció del retaule, el segle xvi, el temple de Sant Salvador cobría des de feia molt temps –concretament des de 1351- les funcions de parròquia de la ciutat de Balaguer en substitució de la parroquial titular de Santa Maria d'Almatà, l'antiga església que el 1351 esdevingué convent de Santa Clara. El temple de Sant Salvador fou parròquia interina fins al 1575, quan retornà a la parròquia de Santa Maria, per bé que aleshores el nou edifici –aixecat sobre l'antiga església de Sant Miquel- havia estat acabat. La doble activitat de l'església de Sant Salvador –interinament, però durant un període molt prolongat-, que implicava la presència permanent de la comunitat eclesiàstica de Santa Maria amb els seus oficis i beneficis, pogué aconsellar o fins i tot condicionar la dedicació tant àmpliament compartida del retaule major, tanmateix sense renunciar a la invocació principal del temple.

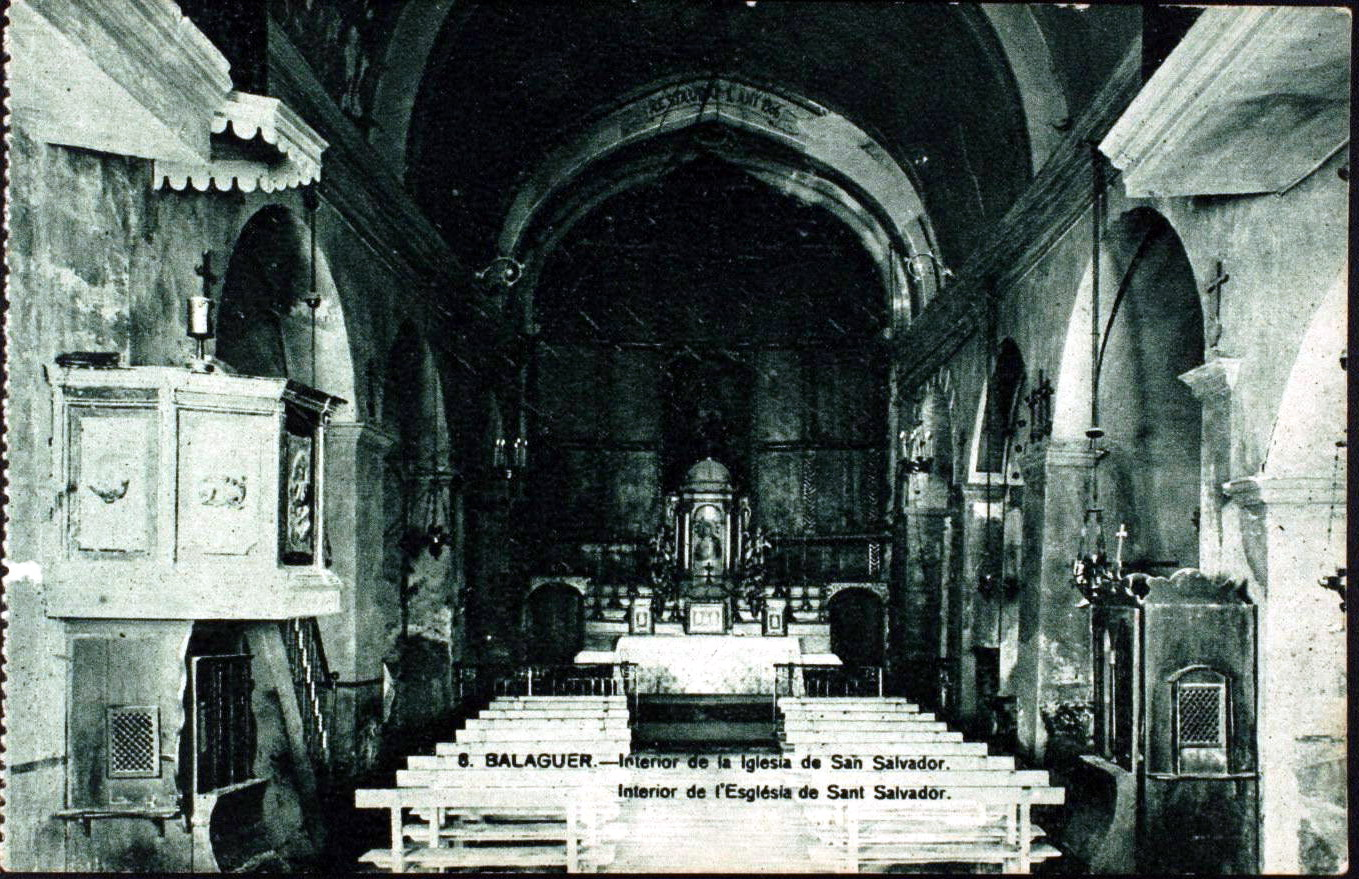

Cal destacar que, tal com s'aprecia en les fotografies preses al retaule el 1914, mostren una evident descompensació o desballestament arquitectònic que pot respondre a dos motius: un desequilibri de la vella estructura o bé una manipulació dels seus elements en època moderna. Sembla més factible la segona d'elles, a jutjar per l'encaix que s'hagué d'efectuar per incorporar un sagrari neoclàssic, que fins i tot implicà serrar per la meitat les pilastres que en origen configuraven els brancals de la fornícula central i d'amputar el centre de la predel·la.

## Autoria
L'autor de les obres ha estat conegut tradicionalment com el Mestre de Balaguer. Fou identificat com el pintor lleidatà Blai Guiu per part de l'acadèmic Jacobo Vidal a partir dels treballs de l'estudiós nord-americà Chandler Rathfon Post i dels posteriors estudis de l'especialista en l'obra del mestre balaguerí Joaquim Garriga i Riera.

## Desmuntatge, postguerra i redescobriment
A inicis del mes d'agost de 1936 s'inicià l'enderroc de l'antiga església de Sant Salvador per tal de construir una plaça en l'espai que aquesta ocupava. S'aconseguí salvar, però, part del retaule del Mestre de Balaguer que decorava l'altar major i que avui es conserva al Museu de la Noguera. Les peces anaren a parar a un magatzem annex al cor de l'església de Sant Josep, on foren “redescobertes” l'any 1987, juntament amb altres pintures, mobles religiosos i fragments de retaules.

### Restauració
El Servei de restauració de Béns mobles de la Generalitat de Catalunya n'efectuà una delicada restauració en dues etapes, -de 1987 a 1989 i de 1992 a 1995-, que consolidaren la pintura i netejaren segles de pols i brutícia acumulats.

## Taules conservades
- Nativitat de Maria
- Anunciació a Maria
- Visitació de Maria a Elisabet

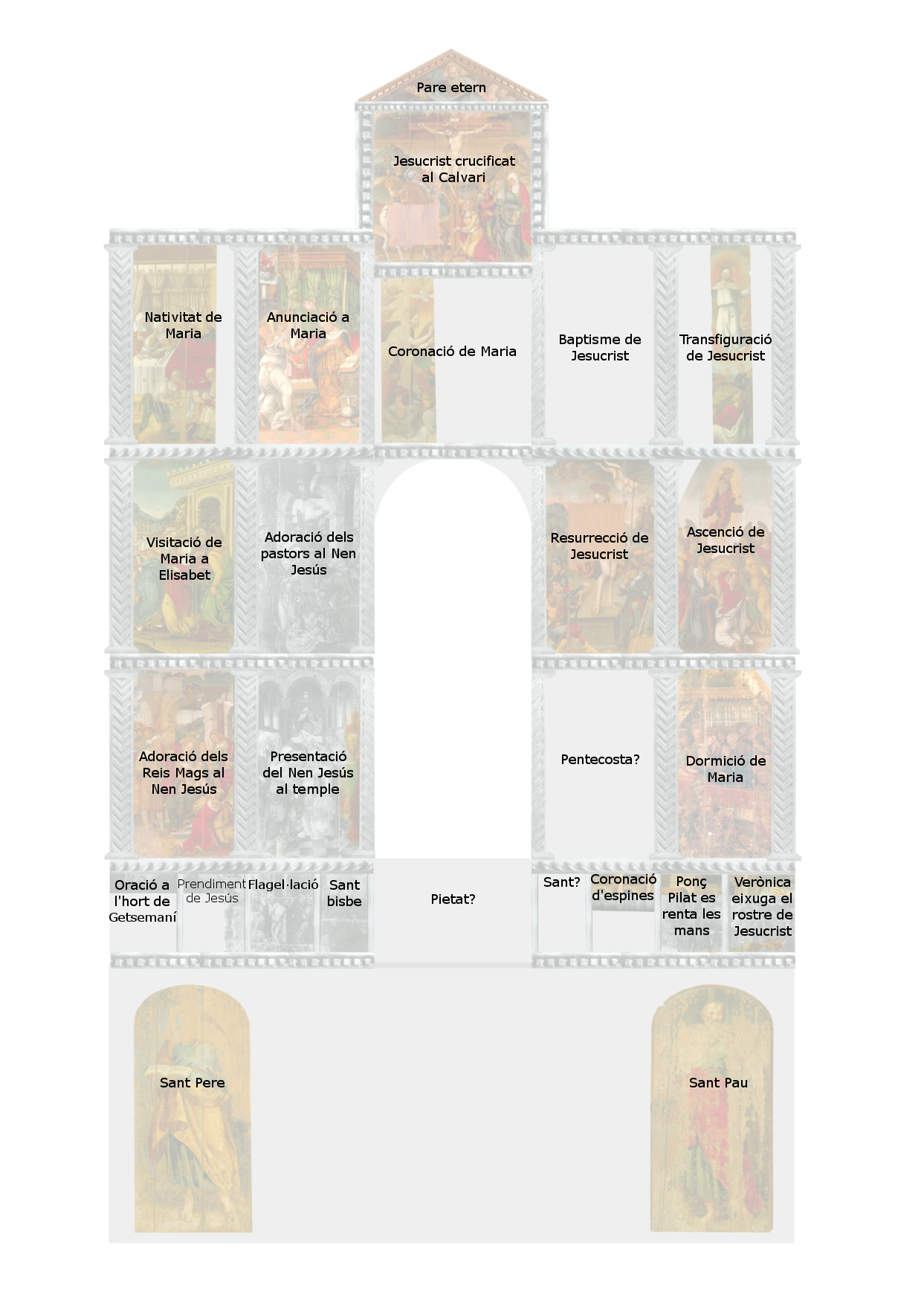

- Adoració dels Reis Mags al nen Jesús
- Presentació del Nen Jesús al Temple (conservació parcial)
- Transfiguració de Jesucrist (conservació parcial)
- Resurrecció de Jesucrist
- Ascenció de Jesucrist
- Dormició de Maria
- Coronació d'espines
- Ponç Pilat es renta les mans
- Verònica eixuga el rostre de Jesucrist
- Sant Pere
- Sant Pau
- Coronació de Maria
- Jesucrist crucificat al calvari
- Pare etern

## Taules no conservades
- Baptisme de Jesucrist?
- Pentecosta?
- Pietat
- Sant
- Sant Bisbe
- Oració a l'hort de Getsemaní
- Prendiment de Jesucrist
- Flagel·lació